# Deliri
Un deliri es defineix normalment com una creença fixada falsa i es fa servir en el llenguatge comú per a descriure una creença que es falsa o fantasiosa. En psiquiatria, la definició és necessàriament més precisa i implica que la creença és psicopatològica (el resultat d'una malaltia o procés malaltís). Com a patologia és diferent d'una creença basada en informació falsa o incompleta o certs efectes de la percepció que es podrien anomenar amb més propietat com a apercepció o il·lusió.
Els deliris succeeixen típicament en el context de malalties mentals o neurològiques, tot i que no estan lligats a cap malaltia en particular i es troben en el context de molts estats patològics (físics i mentals). De tota manera, són d'especial importància en els trastorns psicòtics i particularment en l'esquizofrènia.

## Definició psiquiàtrica
Tot i que conceptes no específics de bogeria han estat rondant durant alguns milers d'anys, el psiquiatre i filòsof Karl Jaspers va ser el primer a definir els tres criteris principals perquè una creença es consideri delirant en el seu llibre Psicopatologia general. Aquests criteris són:
- Certesa (sostingut amb absoluta convicció)
- Incorregibilitat (no canvia per contraargumentació o demostració del contrari)
- Impossibilitat o falsedat del contingut (inversemblant o palesament fals)

Aquests criteris encara es troben en els diagnòstics psiquiàtrics moderns. Actualment es pot definir un deliri com:
Una falsa creença basada en una inferència incorrecta de la realitat externa que és fermament sostinguda malgrat el que gairebé tothom creu i malgrat el que constitueix una demostració o evidència incontrovertida i òbvia del contrari. La creença no està normalment acceptada pels membres de la cultura o subcultura de la persona.

## Classificació moderna
- Sistematitzats: les creences estan organitzades al voltant d'un nucli teòric, amb coherència i estructura interna, de manera que totes les preguntes que se li facin poden ser respostes adequadament, amb lògica i orientació finalista; és comú en les psicosis paranoides, agudes o cròniques.
- No sistematitzats: conjunt d'idees i creences delirants mal sostingudes, sense coherència interna, amb pocs recursos, on no hi ha un nucli ni raons que organitzin els pensaments, de manera que les preguntes no obtenen respostes adequades. Molt comú en l'esquizofrènia.
- Deliri encapsulat: ideació delirant que no s'instal·la en el focus de la vida del pacient, on aquest presta una atenció relativament baixa; en l'entrevista psiquiàtrica, el pacient pot confessar que té aquestes idees, però resulta clar que no es tracta d'un fenomen que tingui una incidència important en la seva vida, en la manera d'establir els vincles i mantenir-los.
- Deliri parafrenitzat: designa aquelles formes de deliri sistematitzats i encapsulats de caràcter fabulós, expansiu, confabulatori o fantàstic que el pacient no sol confessar en les primeres entrevistes, tot i que, mogut per aquestes idees, vingui realitzant des de fa temps certs comportaments que satisfacin la idealització de lo delirant.